# Carl Mörth
Carl Peter Mörth, född 1690, död 10 januari 1768 i Lund, var en svensk akademiritmästare, porträtt- och kyrkomålare.
Han var gift med Maria Zellbel. Mörth anställdes som ritmästare vid Lunds universitet i samband med att tjänsten inrättades 1722. Om hans verksamhet som ritmästare vid  universitetet finns inga bevarade noteringar. Men under sin tid i Lund utförde han ett stort antal porträttmålningar av professorer, biskopar och lantpräster varav flertalet ingår i Lunds universitets samlingar. Bland hans främsta porträtt räknad det av Johan Jacob Döbelius som återfanns på etiketten till Ramlösas vatten. Som kyrkomålare utförde han altartavlan Dopet och Nattvarden för Ystads Mariakyrka och bibliska scener på orgelläktaren 1724, han målade det översta valvet i den nu rivna Caroli tyska kyrka i Malmö 1726. För Södervidinge kyrka målade han en altartavla som numera återfinns vid Historiska museet i Lund samt en altaruppsats för Saxtorps kyrka 1745. Han samarbetade 1737-1740 med Carl Gustaf Pilo. När han slutade som akademiritmästare 1753 efterträddes han av Alexander Kastman.  